# Hypericum
Hypericum es un género de unas 400 especies de plantas de la familia Clusiaceae, anteriormente se encontraban encuadradas en su propia familia Hypericaceae. Este género presenta una distribución casi mundial, faltando solamente en las tierras bajas tropicales, en los desiertos y en las regiones árticas.

## Descripción
Las especies pueden variar de plantas herbáceas anuales o perennes, de 5-10 cm de altura, o arbustos y árboles de unos 12 m de altura. Las hojas son opuestas, ovales simples, de 1-8 cm de longitud, o caducas o perennes. Las flores varían de un amarillo pálido a un amarillo intenso, con un diámetro de 0.5-6 cm, con cinco (ocasionalmente cuatro) pétalos. El fruto normalmente es una cápsula seca con fracturas para esparcir las semillas pequeñas y numerosas, en algunas especies son parecidas a bayas carnosas.  
Los miembros del género se conocen como "hipéricos"; algunas especies que se usan como plantas ornamentales tienen flores grandes y vistosas. 

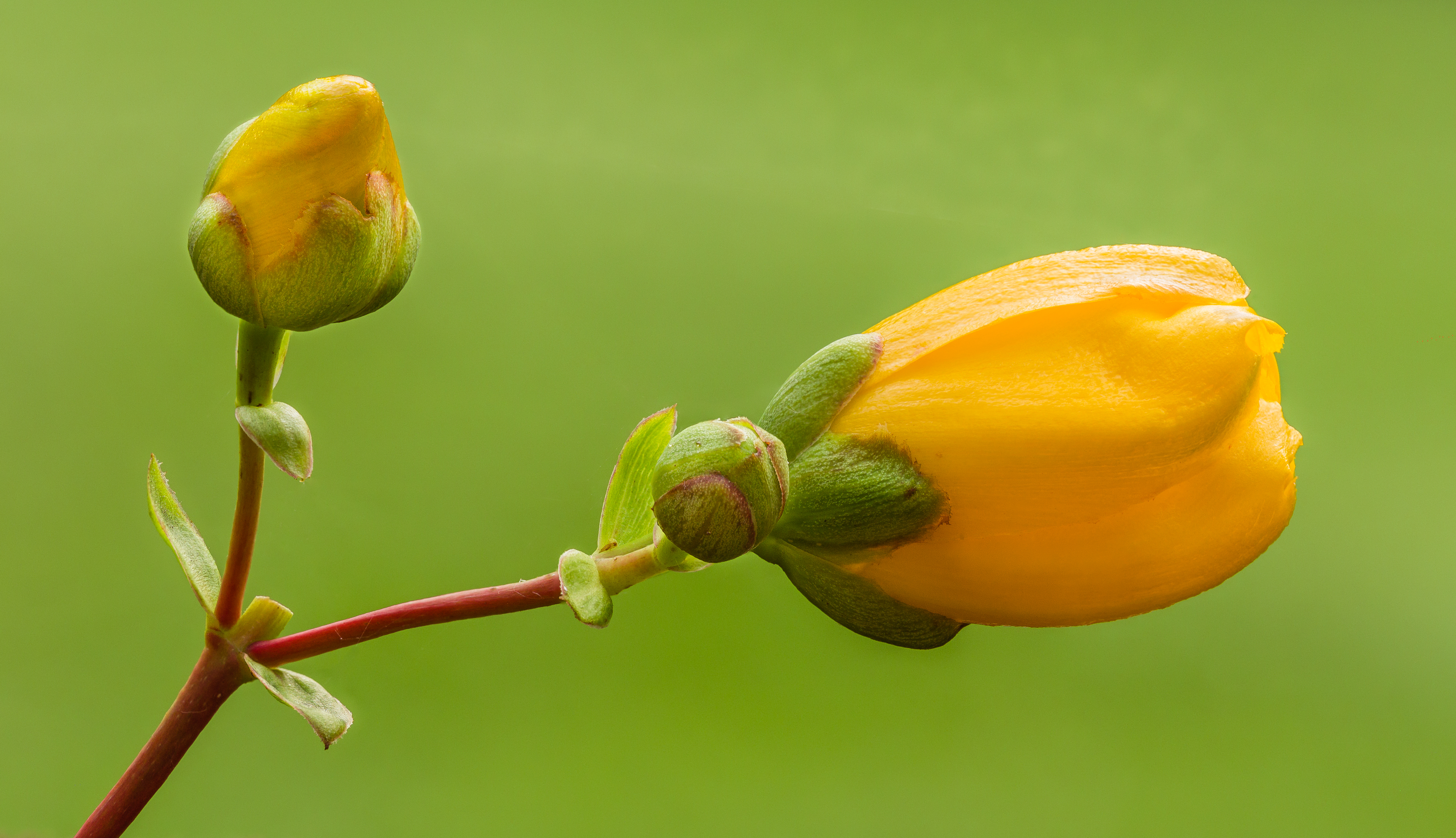
Tres botones florales de un hipérico (Hypericum) en diferentes etapas de desarrollo.

Algunas especies de Hypericum las usan las larvas de una especie de polillas, Aplocera plagiata, como fuente de alimentación en exclusividad. Otras especies de Lepidoptera cuyas larvas se alimentan de los miembros de este género son Hemithea aestivaria, Ectropis crepuscularia, Eupithecia subfuscata y Xestia c-nigrum.

## Cultivo y usos
Numerosos híbridos y cultivares se han desarrollado en horticultura, para empleo ornamental como plantas de jardín, tal como Hypericum x moserianum (H. calycinum x H. patulum) e Hypericum 'Hidcote'.

Son hierbas frecuentes en granjas y jardines. 

### Medicina tradicional
Hypericum perforatum se usa en herboristería como antidepresivo y ansiolítico.[cita requerida]
Estudios realizados en ratones han demostrado que algunas sustancias presentes en la malfurada Hypericum grandifolium, nativa de Canarias, es un agente terapéutico potencial al tener capacidad analgésica aliviando dolores del sistema nervioso central y el sistema nervioso periférico.
El Hypericum laricifolium se utiliza en Ecuador como tranquilizante y analgésico.
Las especies del género Hypericum contienen diversos compuestos muy característicos derivados de floroglucinol policétido poliprenilado, siendo el ejemplo más representativo la hiperforina. Este compuesto se extrae de la hierba de San Juan, a la cual se le atribuyen efectos sobre los neurotransmisores y las células nerviosas en el cerebro. Inhibe la recaptación de dopamina, noradrenalina, ácido gamma-aminobutírico y glutamato.

Hiperforina, un policétido floroglucinólico poliprenilado

## Taxonomía
El género fue descrito por  Carlos Linneo    y publicado en Species Plantarum 2: 783. 1753.
Etimología
Hypericum: nombre genérico que deriva del griego hyperikon ("sobre las imágenes" o "por encima de una aparición"). Para algunos, el nombre hace referencia a la propiedad que se le atribuía de hacer huir a los malos espíritus y las apariciones; solían colgarse flores de esta planta sobre las imágenes religiosas el día de San Juan. Para otros, las glándulas de sus pétalos parecen formar imágenes (a este hecho se le dio mucha importancia en la Edad Media, ya que era utilizado en los exorcismos por sus virtudes cabalísticas). 

## Algunas especies
| - Hypericum acmosepalum - Hypericum addingtonii - Hypericum adenotrichum - Hypericum aegypticum - Hypericum anagalloides - Hypericum androsaemum - Androsemo - Hypericum annulatum - Hypericum ascyron - Hypericum athoum - Hypericum atomarium - Hypericum augustinii - Hypericum balearicum - Hypericum barbatum - Hypericum beanii - Hypericum bellum - Hypericum buckleii - Hypericum bupleuroides - Hypericum calycinum - Hypericum canariense - Hypericum capitatum - Hypericum cerastoides - Hypericum choisianum - Hypericum cistifolium - Hypericum concinnum - Hypericum confertum - Hypericum connatum - Hypericum cordifolium - Hypericum coris - Hypericum crenulatum - Hypericum crux-andreae - Hypericum curvisepalum - Hypericum delphicum - Hypericum densiflorum - Hypericum dyeri - Hypericum elegans - Hypericum ellipticum - Hypericum elodeoides - Hypericum elodes - Hypericum elongatum - Hypericum empetrifolium - Hypericum erectum - Hypericum ericoides - Hypericum fasciculatum - Hypericum foliosum - Hypericum formosum - Hypericum forrestii - Hypericum fragile - Hypericum frondosum - Hypericum galioides - Hypericum gentianoides - Hypericum glandulosum - Hypericum gramineum - Hypericum grandifolium - Hypericum graveolens - Hypericum henryi - Hypericum hircinum - Hypericum hirsutum - Hierba de San Juan peluda - Hypericum hookerianum - Hypericum humifusum - Hypericum hypericoides - Hypericum hyssopifolium | - Hypericum japonicum - Hypericum kalmianum - Hypericum kelleri - Hypericum kotschyanum - Hypericum kouytchense - Hypericum lagarocladum - Hypericum lancasteri - Hypericum lanuginosum - Hypericum laricifolium Juss. - romerillo de Quito - Hypericum leschenaultii - Hypericum linariifolium - Hypericum linarioides - Hypericum lobbii - Hypericum lobocarpum - Hypericum maclarenii - Hypericum maculatum - Hypericum majus - Hypericum monogynum - Hypericum montanum - Hypericum montbretii - Hypericum mutilum - Hypericum nanum - Hypericum nudiflorum - Hypericum nummularium - Hypericum oblongifolium - Hypericum olympicum - Hypericum orientale - Hypericum origanifolium - Hypericum pallens - Hypericum patulum - Hypericum peninsulare - Hypericum perfoliatum - Hypericum perforatum L. - corazoncillo de Europa, hierba de san Juan. - Hypericum prolificum - Hypericum pseudohenryi - Hypericum pulchrum - - Hypericum punctatum - Hypericum reflexum - Hypericum reptans - Hypericum reductum - Hypericum revolutum - Hypericum richeri - Hypericum rumeliacum - Hypericum sampsonii - Hypericum scouleri - Hypericum setosum - Hypericum spruneri - Hypericum stellatum - Hypericum subsessile - Hypericum tenuicaule - Hypericum tetrapterum (sin. H. quadrangulum) - Hypericum tomentosum - Hypericum trichocaulon - Hypericum triquetrifolium - Hypericum undulatum - Hypericum uralum - Hypericum vacciniifolium - Hypericum wilsonii - Hypericum xylosteifolium - Hypericum yakusimense |